# Torno a Napoli
Torno a Napoli è un singolo della cantautrice italiana Annalisa Minetti pubblicato il 12 gennaio 2024.

## Descrizione
Il singolo è stato cantato in anteprima al concerto di Capodanno durante la notte del 31 dicembre 2023 a Napoli in Piazza del Plebiscito. È stato scritto da Annalisa Minetti con Laura Polverini e Marcello Balena.
Riguardo al singolo ha detto:

## Video musicale
Il video musicale del singolo è stato pubblicato il 3 febbraio 2024 per la regia di Gianluca Allotta.
Il video ha una durata di 4 minuti ed è stato girato a Napoli.
Riceve il Premio speciale Roma videoclip 2024 Evergreen Stars.

## Tracce
1. Torno a Napoli – 3:59 (Annalisa Minetti, Laura Polverini, Marcello Balena)

## Formazione
- Voce: Annalisa Minetti
- Arrangiamento, chitarre e programmazione: Davide Aru
- Pianoforte e programmazione archi: Stefano Zavattoni
- Basso elettrico: Gabriele Cannarozzo
- Batteria: Diego Corradin
- Mix e Mastering: Francesco Luzzi Mulino Recording